# Dogo-Dogo
Dogo-Dogo este o comună rurală din departamentul Magaria, regiunea Zinder, Niger, cu o populație de 29.959 de locuitori (2001).